# Ommatoforinis
Els ommatoforinis (Ommatophorini) són una tribu de lepidòpters ditrisis de la família dels erèbids (Erebidae), subfamília Erebinae.

## Gèneres
- Calyptis
- Ommatophora